# (9889) 1995 FG1
1995 أف جي 1 (ويعرف أيضًا باسم (9889) 1995 أف جي 1 وفق تسمية الكوكب الصغير) (بالإنجليزية: 1995 FG1)‏ هو كويكب ضمن حزام الكويكبات؛ وترتيبه 9889 من حيث الاكتشاف.
اكتُشف هذا الجُرم الفلكي بواسطة هيروشي كانيدا في 28 مارس 1995.

## وصلات خارجية
- (9889) 1995 FG1 في قاعدة بيانات مختبر الدفع النفاث لأجرام النظام الشمسي الصغيرة

- الاكتشاف · مخطط المدار ·  العناصر المدارية · المعلمات المادية

- (9889) 1995 FG1 على موقع ويكي سكاي: DSS2, SDSS, GALEX, IRAS, Hydrogen α, X-Ray, Astrophoto, Sky Map, Articles and images